# Johannes Uroš
Jovan Uroš (Servisch: Јован Урош) of Johannes Ouresis Doukas Palaiologos (Grieks: Ιωάννης Ούρεσης Δούκας Παλαιολόγος) was vorst van Thessalië van ± 1370 tot ± 1373. Hij overleed in 1422/3.

## Leven
Johannes was de oudste zoon van Simeon Uroš en Thomais Orsini. Zijn grootouders langs moederszijde waren Giovanni Orsini van Epirus en Anna Palaiologina.
Tussen 1369 and 1372 volgde hij zijn vader op als titulaire tsaar van alle Serviërs en Grieken en vorst van Thessalië, maar het is goed mogelijk dat hij reeds in 1359/1360 door zijn vader aan de troon geassocieerd werd. Na een onbekend aantal jaren abdiceerde Johannes ten voordele van zijn familielid Alexios Angelos Philanthropenos, en besloot monnik te worden.
Onder de naam Joasaph (of Josaphat) trad hij toe tot de kloostergemeenschap die door zijn vader werd gesticht in Meteora. Hij werd de boezemvriend van de abt Athanasios en samen brachten zij het Groot Meteoron-klooster tot hoge bloei. Het aantal monniken nam steeds toe, de kerk werd vergroot, en het klooster werd uitgebreid met torens, een ziekenzaal, cellen, waterreservoirs en andere gebouwen. 
 Ook al had hij verzaakt aan de wereldlijke macht, Johannes Uroš bleef vermogend en invloedrijk. In 1384/5 ging hij als politieke adviseur zijn zuster Maria bijstaan, die na de moord op haar echtgenoot Thomas II Preljubović deze opvolgde als despoot van Epirus. Hij deed grote schenkingen aan de kloosters van Meteora en verbouwde of stichtte er verschillende kloosters tussen 1388 and 1390. In de jaren na 1390 bezocht hij de Athos-kloosters, maar in 1401 was hij terug in Meteora, waar hij overleed in 1422/3. Na zijn dood werd hij samen met zijn vriend abt Athanasios, op grond van de vele wonderen die zij beiden hadden verricht en het vrome leven dat zij hadden geleid, door de Orthodoxe Kerk heilig verklaard. Zij liggen beiden begraven in de Metamorphosis-kerk van het Groot Meteoron-klooster.

## Betekenis
Johannes Uroš was de laatste titulaire tsaar van Serviërs en Grieken en de laatste Servische vorst van Thessalië. Zijn familielid en opvolger Alexios Angelos Philanthropenos erkende de Byzantijnse soevereiniteit, en diens zoon Manuel Angelos Philanthropenos verloor uiteindelijk Thessalië in 1394 aan Bayezid I van het Ottomaanse Rijk.
Johannes Uroš had ook nog een jongere broer, Stefan Uroš, die het gebied van Farsala in leen had. Ook al stierf deze lange tijd nadat Johannes monnik was geworden, toch heeft hij hem nooit opgevolgd als vorst van Thessalië.
Als monnik Josaphat bracht Johannes, samen met zijn vriend Athanasios, de Meteora-kloosters tot grote bloei. Door hun invloed kregen de kloosters meer macht en uitstraling, en groeide de streek van Meteora uit tot een centrum van geestelijk leven in Thessalië.